# Vincent Defrasne

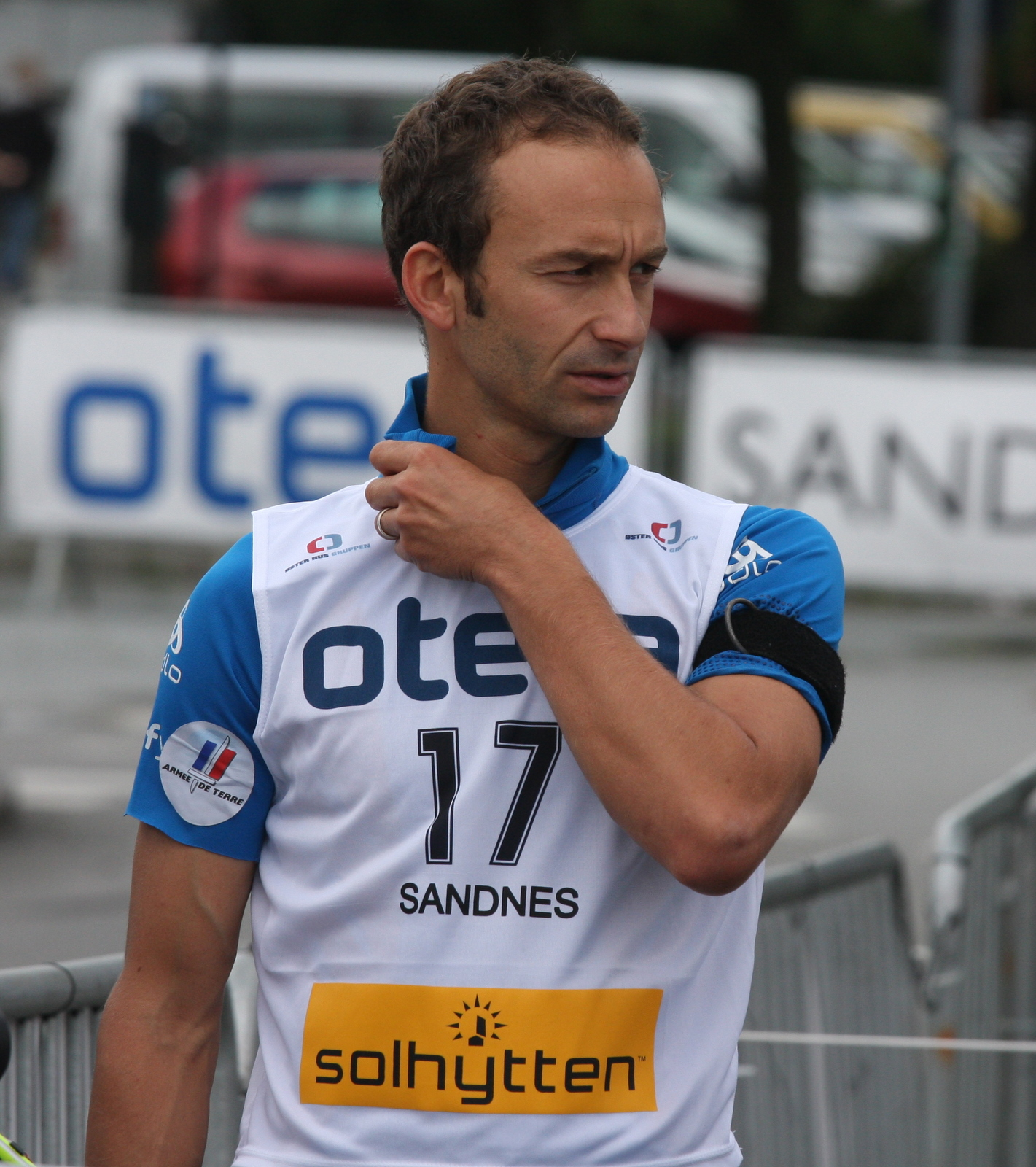
Vincent Defrasne under Blinkfestivalen 2009 i Sandnes
Foto: Jarle Vines

Vincent Defrasne, född 9 mars 1977 i Pontarlier, Frankrike nära den schweiziska gränsen är en fransk  skidskytt.

## Meriter
Olympiska vinterspel
- 2002: Stafett – brons
- 2006: 
  - Jaktstart – guld
  - Stafett – brons

 Världsmästerskap
- 2001: Stafett – guld
- 2004: Stafett – brons
- 2006: Mixed stafett – brons
- 2007: Mixstafett – silver
- 2009: Mixstafett – guld

 Världscupen:
- Världscupen totalt
  - 2006: 6:a
- Världscupen, delcuper
  - 2006: Jaktstart 4:a
- Världscuptävlingar: 2 segrar (mars 2006)